# Занзан
Район Занзан (фр. District du Zanzan) — один з 14 районів Кот-д'Івуару, знаходиться на північному-сході країни. Адміністративний центр — місто Бондуку.

## Створення
Район Занзан був створений 28 серпня 2011 року після адміністративної реформи у Кот-д'Івуар. Територія району відповідає попереднику — колишньому регіону Занзан.

## Адміністративний поділ
Район Занзан ділиться на 2 регіони та 9 департаментів:
- Бункані (фр. Région du Bounkani) — 267 167 осіб[4].
- Ґонтуґо (фр. Région du Gontougo) — 667 185 осіб[4].

## Населення
За даними перепису 2014 року, населення району Занзан становить 934 352 осіб.

## Клімат
У Районі Занзан саванний тропічний клімат.